# Ford 7W
Ford 7W Ten — автомобиль, выпускавшийся британским подразделением Ford в период между 1937 и 1938 годами.
Машина представляла собой обновленную версию Model C Ten с тем же 1172-кубовым двигателем, и на той же подвеске. Тормоза были механическими.
Всего было выпущено 41 665 автомобилей.